# Медея (опера)
«Медея» (фр. Médée) — французька опера Луїджі Керубіні на 3 дії. Лібрето Франсуа-Бенуа Гоффмана за однойменною трагедією Евріпіда.
Прем'єра опери відбулася 13 березня 1797 року в театрі Фейдо (фр. Théâtre Feydeau). Оперу спочатку прийняли стримано і для її відродження та сприйняття потрібен був деякий час.

## Дійові особи
- Медея (сопрано)
- Дірке (сопрано)
- Няріс (сопрано)
- Ясон (тенор)
- Король Креон (бас)
- Начальник варти
- Дві наймички Дірке (сопрано)
- Дві дитини

## Лібрето
Місце дії: Коринф
Час: античність

### Перша дія
Дірке готується до одруження з Ясоном. В минулому Ясон вкрав Золоте руно, в чому йому допомогла Медея, яка зрадила та покинула свою сім'ю. Як результат, в неї та Ясона народилося двоє дітей. Незважаючи на те, що він її покинув, вона повертається та наполягає на тому, щоб він повернувся. Він відмовляється і вона проклинає його, присягаючись, що помститься.

### Друга дія
У розпачі, Медея покидає місто, на чому полягає її рабиня, Няріс. З'являється Креон та наказує Медеї покинути місто. Вона просить провести ще день з дітьми. Король зголошується і Медея рабинею передає два весільні подарунки суперниці.

### Третя дія
Няріс виносить Медеї дітей. Раптом чутно звуки плачу з палацу. Виявляється, що Дірке було вбито одним з подарунків Медеї. Люди злі на Медею. Вона, Няріс та діти знайшли прихисток у храмі. Медея вбиває ножем своїх дітей. Храм підпалюють.